# Echinolaena ecuadoriana
Echinolaena ecuadoriana é uma espécie de gramíneas da família Poaceae.
Apenas pode ser encontrada no Equador.